# Umar Arteh Ghalib
Umar Arteh Ghalib o Omar Arteh Ghalib o Omer Carte Qalib (Somali: Cumar Carte Qaalib; Somàlia Britànica, 1930 – Hargeisa, 18 de novembre de 2020) fou un polític somali, del clan issaq i membre del Congrés de la Somàlia Unificada.
Era el fill gran de cinc germans. El seu pare era Arteh Ghali, marí mercant i intèrpret dels britànics. Va estudiar escola elemental i mitjana a Hargeisa i després va fer educació secundària a Sheikh i superior al Regne Unit. Es va dedicar a l'ensenyament a Las Anod, Berbera i Hargeisa, i el 1956 a Sheikh, i ho va haver de deixar per anar al Regne Unit. El 1958 va tornar i va dirigir l'escola de Gabiley. Va ser el mestre de molts alts càrrecs posteriors de Somàlia. Fou elegit president de l'Associació de mestres.
El 1960 va entrar en la política. Va ingressar al servei diplomàtic el 1961 i va ocupar alguns llocs secundaris (1961-1964). El 1965 fou nomenat ambaixador a Etiòpia on va romandre fins al 1968. El 1969 fou elegit diputat al parlament.
Fou ministre d'afers Exteriors de Siad Barre de l'1 de novembre del 1969 al 1977 i en aquesta posició va intervenir com a mediador en la guerra entre Tanzània i Uganda i va organitzar diverses conferències
El 1977 fou nomenat ministre d'Educació i Cultura i el 1979 ministre de la presidència. El 1980 va ser nomenat vicepresident de l'assemblea popular càrrec que va exercir dos anys. Després, amb la revolta dels issaq del 1982, va ser acusat de traïció i va estar empresonat des del 16 de juny de 1982 per sis anys i finalment fou condemnat a mort. El 24 de gener de 1991 fou nomenat per Siad Barre com a primer ministre. Tres dies després (27 de gener) Barre abandonava la capital. El 29 de gener Mohamed Ali Mahdi, autoproclamat president el va confirmar en el càrrec, que va ostentar fins a maig de 1993. Va minimitzar les matances de membres del clan marehan i de simpatitzants del règim, orquestrades per Mohamed Ali Mahdi tacant així el seu historial.
Encara que va tenir el càrrec de fet fins al maig de 1993, nominalment fou primer ministre fins a la signatura de l'acord de pau del 3 de gener de 1997. En la pràctica el càrrec romangué vacant.